# Turno
Turno je naselje u slovenskoj Općini Šentjuru. Turno se nalazi u pokrajini Štajerskoj i statističkoj regiji Savinjskoj. 

## Stanovništvo
Prema popisu stanovništva iz 2002. godine naselje je imalo 125 stanovnika.

## Zanimljivosti
- Perunov kip[2]